# Simon Geissbühler
Simon Geissbühler (* 1973 in Bern) ist ein Schweizer Historiker, Politikwissenschaftler und Diplomat und aktuell Schweizer Botschafter in Israel.

## Leben
Simon Geissbühler studierte von 1993 bis 1997 Geschichte und Politikwissenschaft an den Universitäten Bern, Little Rock und Yale (Sommerschule) und schloss 1997 mit dem Lizenziat ab. Ab 1997 war er Assistent am Institut für Politikwissenschaft der Universität Bern. 2000 promovierte er zum Dr. rer. soc.
Seither ist er im diplomatischen Bereich tätig und war u. a. in Mexiko, Rumänien, Polen und den USA auf Posten. Vom Frühjahr 2020 bis Ende Juli 2024 leitete er als Botschafter die Abteilung Frieden und Menschenrechte (AFM) des Eidgenössischen Departements für auswärtige Angelegenheiten. Geissbühler ist seit Anfang August 2024 der ausserordentliche und bevollmächtigte Botschafter in Israel – mit Sitz in Tel Aviv.
Geissbühler ist verheiratet und hat zwei Kinder. Er war fünf Mal Schweizermeister im Kunst- und Turmspringen.

## Schriften
Als Autor:
- Zwischen Klassenkampf und Integration. Die soziopolitischen Einstellungen von Arbeitnehmern in der Schweiz im internationalen Vergleich (1971–1998) (= Berner Studien zur Politikwissenschaft. Bd. 9). Haupt, Bern 2001, ISBN 3-258-06304-4 (Dissertation, Universität Bern, 2000).
- Babuschka Anna. Das Leben einer ukrainischen Bäuerin im 20. Jahrhundert. Lit, Zürich 2007, ISBN 978-3-03-735158-1.
- Jüdische Friedhöfe der Bukowina. Ein Bilderbuch für Touristen und gegen das Vergessen. NOI Media Print, Bukarest 2009, ISBN 978-973-180549-8.
- Spuren, die vergehen. Auf der Suche nach dem jüdischen Sathmar/Satu Mare. Hentrich & Hentrich, Berlin 2010, ISBN 978-3-942271-00-4.
- Like Shells on a Shore. Synagogues and Jewish Cemeteries of Northern Moldavia. Projekt 36, Bern 2010, ISBN 978-3-03-302566-0.
- Blutiger Juli. Rumäniens Vernichtungskrieg und der vergessene Massenmord an den Juden 1941. Schöningh, Paderborn 2013, ISBN 978-3-506-77675-4.
- Once Upon a Time Never Comes Again. The Traces of the Shtetl in Southern Podolia (Ukraine). Projekt 36, Bern 2014, ISBN 978-3-033-04362-6.
- Die Schrumpf-Schweiz. Auf dem Weg in die Mittelmässigkeit. Stämpfli, Bern 2014, ISBN 978-3-7272-1420-2.
- Der einarmige Auswanderer. Eine Spurensuche vom Emmental nach Argentinien (zusammen mit Daniel Ryf). Verlag Neue Zürcher Zeitung, Zürich 2016, ISBN 978-3-03810-197-0.
- Amerika. Die politische Idee. Stämpfli, Bern 2021, ISBN 978-3-7272-6081-0.

Als Herausgeber:
- Sport und Gesellschaft. Festschrift zum 80. Geburtstag von Ernst Strupler. Lang, Bern 1998, ISBN 3-906760-33-2.
- Der amerikanische Neokonservatismus und die Aussenpolitik der USA. Lit, Wien/Berlin 2008, ISBN 978-3-8258-1130-3.
- Kiew – Revolution 3.0. Der Euromaidan 2013/14 und die Zukunftsperspektiven der Ukraine. Ibidem, Stuttgart 2014, ISBN 978-3-8382-0581-6.
- Romania and the Holocaust. Events - Contexts - Aftermath. Ibidem/Columbia University Press, Stuttgart 2016, ISBN 978-3-8382-0954-8.
- Democracy and Democracy Promotion in a Fractured World. Challenges – Resilience – Innovation. Lit, Wien/Zürich 2023. ISBN 978-3-643-80390-0.